# الدوري الهولندي الممتاز 1932–33
الدوري الهولندي الممتاز 1932–33 (بالهولندية: Nederlands landskampioenschap voetbal 1932/33)‏ هو الموسم 45 من الدوري الهولندي الممتاز. أشرف على تنظيمه الاتحاد الملكي الهولندي لكرة القدم، وكان عدد الأندية المشاركة فيه 50، وفاز فيه غو أهد إيغلز.